# 1431 Luanda
1431 Luanda è un asteroide della fascia principale. Scoperto nel 1937, presenta un'orbita caratterizzata da un semiasse maggiore pari a 2,6186281 UA e da un'eccentricità di 0,1847413, inclinata di 14,01560° rispetto all'eclittica.
L'asteroide prende il nome dall'omonima città, capitale dell'Angola.